# Roberto Marcelo Levingston
Pour les articles homonymes, voir Levingston.

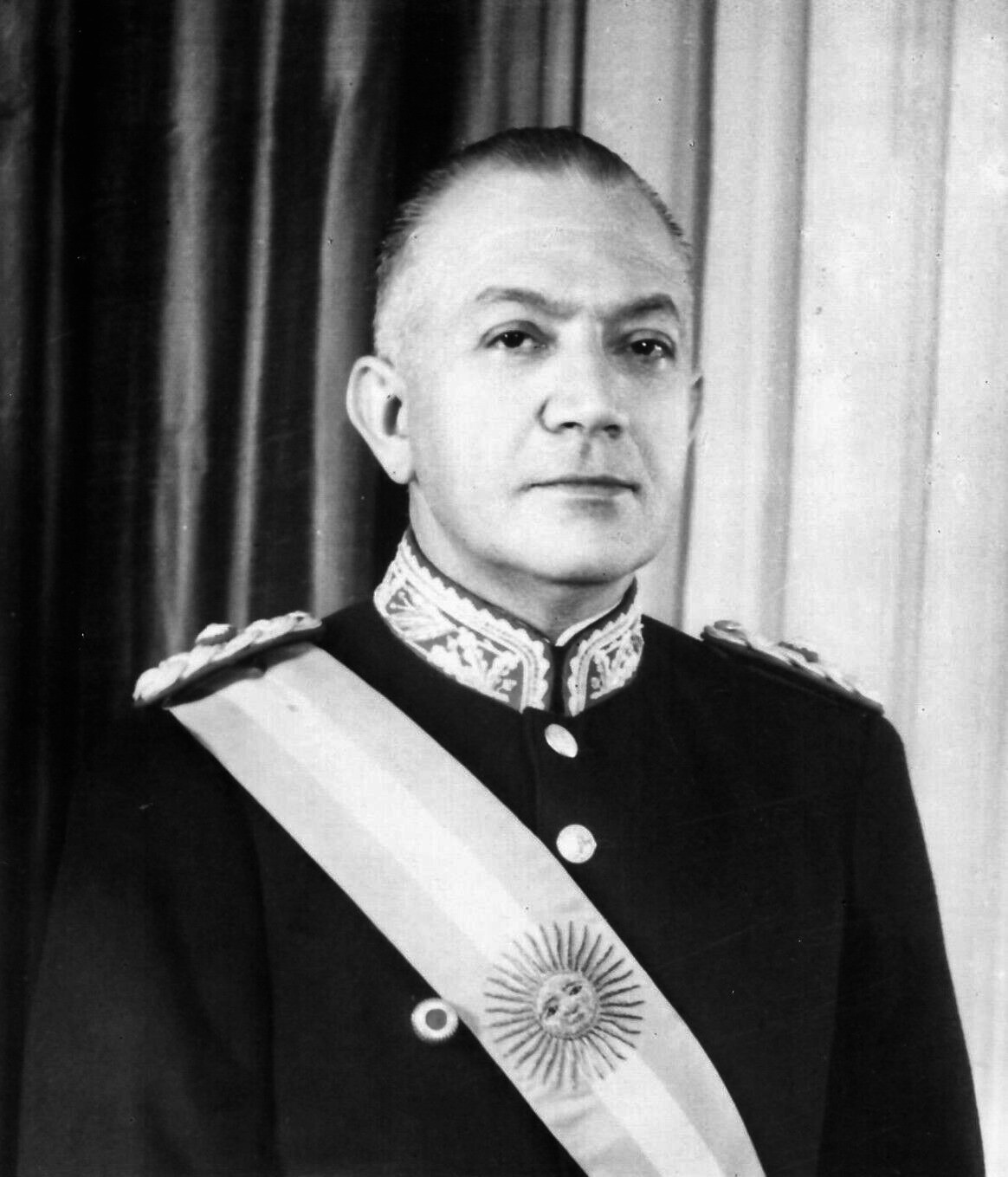
Roberto Marcelo Levingston.

Roberto Marcelo Levingston Laborda (né à San Luis, le 19 janvier 1920 et mort le 17 juin 2015) est un militaire argentin, qui fut désigné le 18 juin 1970, par la junte des commandants en chef des trois armes (Terre, Mer et Air), pour remplacer le dictateur Juan Carlos Onganía, qui gouvernait le pays depuis 1966, à la suite du coup d'État autoproclamé « Révolution argentine ».
Le chef des renseignements devant l'État-major, délégué argentin devant l'Organisation interaméricaine de défense et agrégé militaire à Washington, était alors inconnu du public. Formé à l'École Militaire des Amériques, il occupa son poste de président de facto pendant moins d'un an (jusqu'au 22 mars 1971), et fut déposé à son tour par Alejandro Agustín Lanusse, commandant en chef de l'armée de terre, et à ce moment homme fort du pays.
Ce fut un gouvernant dur et cruel, qui continua les politiques antipopulaires et répressives de son prédécesseur Onganía[non neutre], tout en essayant d'assouplir les rapports avec les partis politiques, en particulier à la suite de la Hora del Pueblo (es), un accord multipartite exigeant la tenue immédiate d'élections. Le Viborazo, ou second Cordobazo provoqué par la répression du mouvement syndical et étudiant par le gouverneur Camilo Uriburu (en) mit fin aux fonctions de Levingston.